# Xenofrea obscura
Xenofrea obscura là một loài bọ cánh cứng trong họ Cerambycidae.